# Serup Sogn
Serup Sogn er et sogn i Silkeborg Provsti (Århus Stift).
I 1800-tallet var Lemming Sogn anneks til Serup Sogn. Begge sogne hørte til Hids Herred i Viborg Amt. De udgjorde Serup-Lemming sognekommune, men blev senere to selvstændige sognekommuner. Ved kommunalreformen i 1970 blev de begge indlemmet i Silkeborg Kommune.
I Serup Sogn ligger Serup Kirke.
I sognet findes følgende autoriserede stednavne:
- Holm (bebyggelse)
- Holmgårde (bebyggelse, ejerlav)
- Høgdal (bebyggelse, ejerlav)
- Kulhøj (bebyggelse)
- Lundkær (bebyggelse)
- Resdal (bebyggelse, ejerlav)
- Serup (bebyggelse, ejerlav)
- Serup Hede (bebyggelse)
- Serup Skov (areal)
- Tandskov (bebyggelse, ejerlav)